# Johann Michael Leonhard Strigler
Johann Michael Leonhard Strigler (* 13. April 1815 in Mainz; † 18. März 1865 ebenda) war ein hessischer Kaufmann und Politiker und Abgeordneter der 2. Kammer der Landstände des Großherzogtums Hessen.
Johann Michael Leonhard Strigler war der Sohn des Kaufmanns und Landtagsabgeordneten Johann Joseph Striegler und dessen Ehefrau Margarethe, geborene Becher. Strigler, der katholischen Glaubens war, war Kaufmann in Mainz und heiratete dort am 22. Juni 1837 Maria Franziska geborene Amtmann.
Von 1856 bis 1862 gehörte er der Zweiten Kammer der Landstände an. Er wurde für den Wahlbezirk Mainz gewählt.